# Видое Смилевски
Видое Смилевски – Бато (на македонска литературна норма: Видое Смилевски - Бато) е комунистически партизанин, народен герой на Югославия и сетнешен участник в управлението на Социалистическа Република Македония.

## Биография
Видое Смилевски е роден на 14 август 1915 година в гостиварското сърбоманско село Никифорово. Син е на Урош Смилевич, сърбоманин от Никифорово, и на Велика Димитриева Танашевич от Кичиница. Работи като банков служител, а след 1941 година се включва в партизанското движение на ЮКП по време на Втората световна война. Върши отговорни задачи и действа като инструктор в Белград, Лесковац, Враня и Пирот. От юли 1944 година е секретар на областния партийски комитет в Скопие и член и секретар на ЦК на Комунистическата партия на Македония. Не говори македонски език, само сръбски. Изпратен е във Вардарска Македония, за да поддържа сърбоманската линия на Белград. На първите заседания на АСНОМ не е приет в президиума на събранието от Методи Андонов - Ченто, макар подкрепян от Лазар Колишевски, Страхил Гигов и Темпо. Като последица от политиката на СФР Югославия за прочистване на македонската комунистическа партия от несърбоманите е издигнат на редица държавни постове в Югославска Македония. Заема високи партийни длъжности като председател на президиума на АСНОМ, заместник-председател на правителството и член и председател на председателството на Социалистическа Република Македония. Умира на 8 септември 1979 година в Скопие.